# Cesny-Bois-Halbout

Cesny-Bois-Halbout este o comună în departamentul Calvados, Franța. În 1 ianuarie 2018 avea o populație de 605 de locuitori.